# Ellen Kushner
Ellen Kushner (Washington, D.C., 6 de outubro de 1955) é uma escritora americana de romances de fantasia. De 1996 a 2010, ela foi apresentadora do programa de rádio Sound & Spirit, produzido pela WGBH em Boston e distribuído pela Public Radio International.

## Primeiros anos e vida pessoal

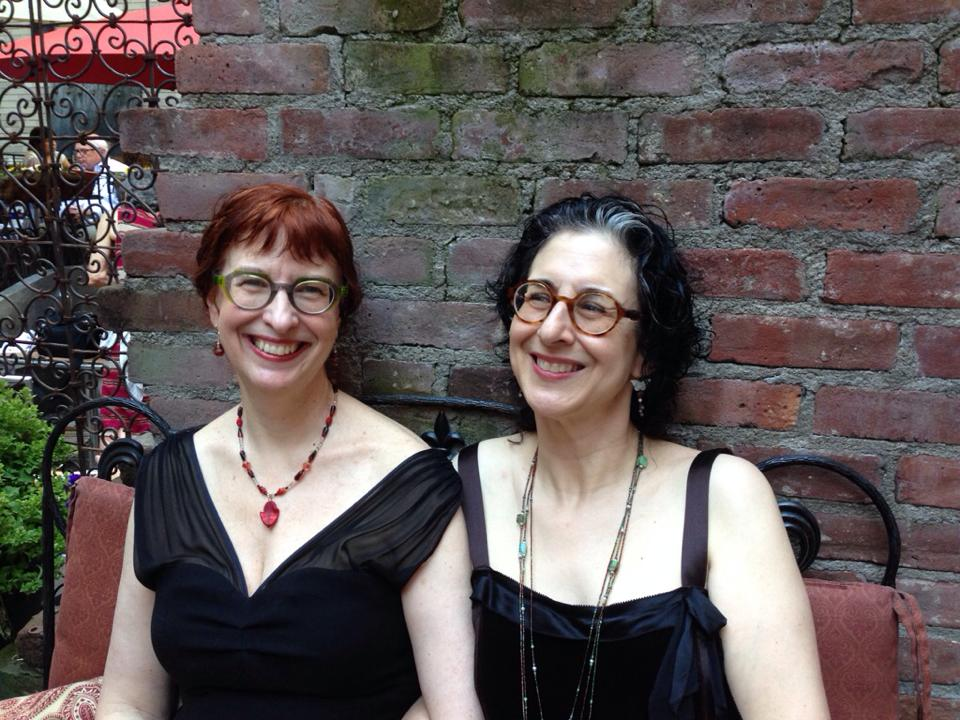
Delia Sherman (à esquerda) e Ellen Kushner

Kushner nasceu em uma família judia em Washington, DC, e cresceu em Cleveland, Ohio. Ela estudou no Bryn Mawr College e se formou no Barnard College. Ela mora na cidade de Nova Iorque com sua esposa e colaboradora ocasional, Delia Sherman. Elas realizaram um casamento em 1996 e se casaram legalmente em Boston em 2004. Kushner se identifica como bissexual.

## Carreira
Os primeiros livros de Kushner foram cinco coletâneas de livros-jogos, Choose Your Own Adventure. Durante esse período, ela publicou seu primeiro romance, Swordspoint, em 1987. Uma sequência ambientada 18 anos depois de Swordspoint, chamada The Privilege of the Sword, foi publicada em julho de 2006, com uma primeira edição de capa dura publicada no final de agosto de 2006 pela Small Beer Press. The Fall of the Kings (2002), com coautoria de Sherman, se passa 40 anos depois de Swordspoint. Todos os três livros são considerados romances mannerpunk e se passam em uma capital imaginária sem nome e em seu distrito decadente de Riverside, onde espadachins de aluguel exercem seu ofício.
De 2011 a 2014, versões em audiolivro de todos os três romances foram produzidas sob o selo Neil Gaiman Presents. A adaptação de Swordspoint ganhou o prêmio Audie de 2013 de Melhor Drama de Áudio, um prêmio Earphones da AudioFile, e o prêmio Communicator de 2013: Prêmio de Ouro de Excelência (Áudio). A adaptação de A Queda dos Reis ganhou o Prêmio Wilbur de 2014.
O segundo romance de Kushner, Thomas the Rhymer, ganhou o World Fantasy Award e o Mythopoeic Award em 1991. Ela também publicou contos e poesias em várias antologias, incluindo The Year's Best Fantasy and Horror e a série Borderland de antologias de fantasia urbana para leitores adolescentes.
Em 1987, Kushner se mudou de Nova Iorque para Boston e começou a trabalhar como apresentador de rádio. Ela trabalhou com a estação de rádio pública WBGH-FM, primeiro apresentando seu programa de rádio noturno "Night Air". Em 1989, ela apresentou a Nakamichi International Music Series para a American Public Radio (agora Public Radio International), e mais tarde produziu três especiais de feriados judaicos com a APR, Festival of Liberation: the Passover Story in World Music, The Door is Open: a Jewish High Holiday Meditation e Beyond 1492.
A partir de 1996, Kushner escreveu, programou e apresentou a série "Sound & Spirit", produzida pela WGBH/PRI. "Sound & Spirit" era uma série semanal de uma hora "explorando o espírito humano por meio da música e das ideias". Os episódios apresentavam música folk, clássica e world music, com uma grande variedade de convidados especiais, incluindo o baterista do Grateful Dead, Mickey Hart, a historiadora religiosa Elaine Pagels, e o escritor Neil Gaiman. "Sound & Spirit" permaneceu no ar até 2010.
Em 2002, ela lançou um CD de sua história The Golden Dreydl: A Klezmer Nutcracker, que usa música de O Quebra-Nozes de Pyotr Tchaikovsky para contar uma história de Hanukkah. A música do CD é tocada pela Shirim Klezmer Orchestra. O Golden Dreydl ganhou um prêmio Gracie da American Women in Radio and Television. Uma versão teatral ao vivo de The Golden Dreydl foi apresentada em 2008 e 2009 no Vital Theater na cidade de Nova Iorque, escrita por Kushner (que interpretou "Tante Miriam" na produção de 2008) e dirigida por Linda Ames Key.
Em 2007, Kushner, junto com Elizabeth Schwartz e Yale Strom, escreveu o roteiro do drama musical de áudio The Witches of Lublin para a rádio pública. Baseado na história de mulheres judias que eram musicistas klezmer na Europa do século XVIII, The Witches of Lublin estreou em estações de rádio em todo o país em abril de 2011 com apresentações de Tovah Feldshuh e Simon Jones. Ganhou o Prêmio Wilbur de 2012 de Melhor Programa Individual, Rádio; o Prêmio Grace Allen de 2012 de Melhor Diretor e o Prêmio Gabriel de 2012: Artes, Lançamento Local, Rádio.
Em 2011, ela coeditou (com Holly Black) Welcome to Bordertown, uma antologia de novas histórias da série seminal de mundos compartilhados de Terri Windling. Em uma adaptação de audiolivro, Neil Gaiman leu seu próprio trabalho, com uma trilha sonora original de Drew Miller, do Boiled in Lead.
Em 2015, Kushner criou Tremontaine, uma prequela serializada de Swordspoint, para a plataforma Serial Box. A série durou quatro temporadas.
Com Sherman e outros, ela está ativamente envolvida no movimento de arte intersticial. Ela é co-fundadora e ex-presidente da Interstitial Arts Foundation.
Ela também é membro do Endicott Studio e deu aulas e seminários como parte do programa de MFA da Hollins University; do Odyssey Writing Workshop; e do Clarion Writers' Workshop.

## Obras publicadas

### Autoria própria
Coletânea de literatura fantástica
- 1987: Swordspoint (em inglês) – ISBN 978-0812543483
- 2002: The Fall of the Kings, com Delia Sherman (em inglês) – ISBN 978-0553381849
- 2006: The Privilege of the Sword (em inglês) –ISBN 978-1931520201

Romances independentes
- 1990: Thomas, the Rhymer (em inglês) – ISBN 978-1557100467
- 1994: St. Nicholas and the Valley Beyond: A Christmas Legend (em inglês) – ISBN 978-0670844203

Coletânea Choose Your Own Adventure
- 47 (agosto de 1985). Outlaws of Sherwood Forest (em inglês) – ISBN 978-0553250695
- 56 (maio de 1986). The Enchanted Kingdom (em inglês) – ISBN 978-0553258615
- 58 (julho de 1986). Statue of Liberty Adventure (em inglês) – ISBN 978-0553258134
- 63 (dezembro de 1986). Mystery of the Screet Room (em inglês) – ISBN 978-0553262704
- 86 (dezembro de 1988). Knights of the Round Table (em inglês) – ISBN 978-0318371139

Formato Chapbook
- 2007: The Golden Dreydl (em inglês) – ISBN 978-1580891356
  - 2021: The Golden Dreidel (em inglês) – ISBN 978-1623541446
- 2010: The Man with the Knives (em inglês), com Thomas Canty – ISBN 978-0976466062

### Coautoria
- 1980: Basilisk (em inglês) – ISBN 978-0441048205
- 1997: The Horns of Elfland, com Delia Sherman e Donald G. Keller (em inglês) – ISBN 978-0451455994
- 2011: Welcome to Bordertown (New Stories and Poems of the Borderlands), com Holly Black (em inglês) – ISBN 978-0375867057

## Prêmios e indicações

### Obras em destaque
| Ano  | Obra                       | Prêmio                            | Categoria    | Resultado | Ref    |
| ---- | -------------------------- | --------------------------------- | ------------ | --------- | ------ |
| 1991 | Thomas, the Rhymer         | World Fantasy Award               | Romance      | Venceu    | [ 28 ] |
| 1998 | "The Fall of the Kings"    | World Fantasy Award               | Novela       | Indicado  | [ 28 ] |
| 1999 | "The Death of the Duke"    | World Fantasy Award               | Ficção curta | Indicado  | [ 28 ] |
| 2007 | The Privilege of the Sword | Prêmio Nebula                     | Romance      | Indicado  | [ 28 ] |
| 2007 | The Privilege of the Sword | World Fantasy Award               | Romance      | Indicado  | [ 28 ] |
| 2007 | The Privilege of the Sword | Prêmio Memorial James Tiptree Jr. | —            | Honraria  | [ 28 ] |

### Prêmios Locus (enquete)
| Ano  | Obra                        | Categoria             | Resultado | Ref    |
| ---- | --------------------------- | --------------------- | --------- | ------ |
| 1981 | Basilisk                    | Antologia             | 13.°      | [ 28 ] |
| 1988 | Swordspoint                 | Romance de estreia    | 10.°      | [ 28 ] |
| 1991 | Thomas the Rhymer           | Literatura fantástica | 5.°       | [ 28 ] |
| 1998 | The Horns of Elfland        | Antologia             | 8.°       | [ 28 ] |
| 2003 | The Fall of the Kings       | Literatura fantástica | 9.°       | [ 28 ] |
| 2007 | The Privilege of the Sword  | Literatura fantástica | Venceu    | [ 28 ] |
| 2010 | "Dulce Domum"               | Conto                 | 25.°      | [ 28 ] |
| 2010 | "A Wild and a Wicked Youth" | Noveleta              | 16.°      | [ 28 ] |
| 2011 | "The Man With the Knives"   | Conto                 | 12.°      | [ 28 ] |
| 2011 | "The Children of Cadmus"    | Conto                 | 27.°      | [ 28 ] |
| 2012 | Welcome to Bordertown       | Antologia             | 2.°       | [ 28 ] |
| 2017 | Tremontaine                 | Antologia             | 8.°       | [ 28 ] |